# Éric Matoukou
Éric Benoit Matoukou (Yaoundé, 8 luglio 1983) è un ex calciatore camerunese, di ruolo difensore.

## Palmarès

### Club
- Coupe de Belgique: 1

Genk: 2008-09
- Campionato belga: 1

Genk: 2010-2011
- Supercoppa del Belgio: 1

Genk: 2011